# Trissevania anemotis
Trissevania anemotis är en stekelart som beskrevs av Jean-Jacques Kieffer 1913. Trissevania anemotis ingår i släktet Trissevania och familjen hungersteklar. Inga underarter finns listade i Catalogue of Life.